# Malý Uran
Malý Uran je přírodní památka v katastrálních územích Kosobody a Oráčov v okrese Rakovník. Chráněné území je v péči Krajského úřadu Středočeského kraje.

## Předmět ochrany
Předmětem ochrany jsou skalnaté svahy nad Kosobodským potokem s porostem jalovce obecného v místech bývalé pastviny. Drobné skalky jsou roztroušené na svahu Kosobodského potoka na geologickém podloží prekambrických kyzových břidlic. Konkrétně je tento podklad tvořen algonkickými zbřidličnatělými fylity s vložkami grafitických břidlic na kontaktu s proterozoickými biotitickými žulami.
Pokud jde o porost jalovce obecného (Juniperus communis), při terénním průzkumu v roce 2006 bylo na lokalitě zjištěno zhruba 50 starších keřů a jen dva zmlazující exempláře. Výskyt jalovce je omezen pouze na mělké skeletovité půdy na okrajích svahů.